# 徐大望
徐大望（1544年—1602年），字德甫，號实斋，直隶寧國府宣城县人。明朝政治人物。同進士出身。

## 生平
萬曆二十二年（1594年）甲午科应天乡试舉人，萬曆二十六年（1598年），登戊戌科進士，通政司觀政，授官廣東番禺县知县，在任三月，丁父憂歸。萬曆三十年改任揚州府學教授，本年八月卒于官，年五十九。

## 家族
曾祖徐廷雄。祖徐绍贞，号静庵。父徐沛，号雙泉，俱贈南京工部右侍郎。母王氏，赠太淑人。兄徐大任，南京工部侍郎。長子徐汝觀，次子徐汝驊，崇祯戊辰进士。